# Il mio nome
Il mio nome è un singolo del rapper italiano Luchè, pubblicato il 31 maggio 2016 come primo estratto dal terzo album in studio Malammore.

## Video musicale
Primo estratto dell’album, il videoclip, diretto da Johny Dama per BurriedAlive Production, è stato pubblicato il 31 maggio 2016 sul canale YouTube di Luchè.

## Tracce
Testi e musiche di Luca Imprudente, Rosario Castagnola e Sarah Tartuffo.
1. Il mio nome – 3:40